# Херсонська обласна універсальна наукова бібліотека імені Олеся Гончара
Херсонська обласна універсальна наукова бібліотека імені Олеся Гончара — обласна універсальна наукова бібліотека, розташована у місті Херсоні; один з найбільших інформаційних та культурних центрів півдня України. Щорічно послугами книгозбірні користуються до 40 тис. мешканців міста й області. Одночасно в читальних залах можуть обслуговуватися більше 600 читачів, взяти участь у масових заходах ще близько 300. До їх послуг фонд обсягом майже 1 млн документів, в якому представлено видання 45 мовами світу. Книгосховище бібліотеки розраховане на зберігання 1 млн. 200 тис. томів.
Адреса бібліотеки: 73000, Україна, м. Херсон, вул. Героїв Крут (колишня вул. Дніпропетровська), буд. 2.
2023 року будівля бібліотеки була частково знищена кількома російськими обстрілами.

## Історія

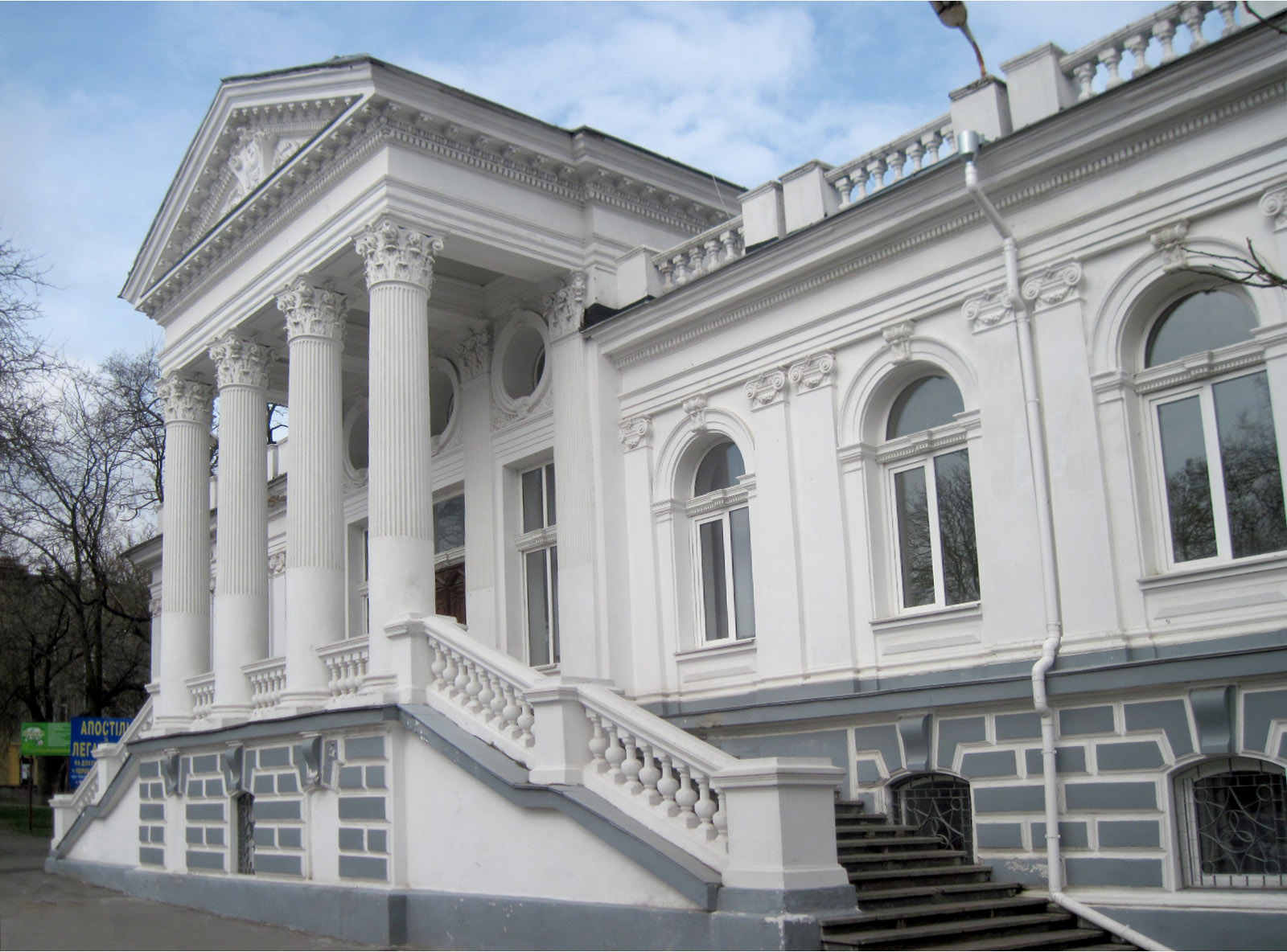
Колишня будівля громадської бібліотеки, у теперішній час — міський РАГС

Заснована 18 червня 1872 року як громадська, Херсонська обласна універсальна наукова бібліотека стала однією з перших загальнодоступних провінційних книгозбірень в Україні.
Своїм народженням бібліотека зобов'язана прогресивній інтелігенції міста. Ідея щодо її створення належить братові знаного художника Миколи Ге — Григорію Миколайовичу. Цю ідею підтримала міська влада і найпередовіші з впливових городян. В число засновників так званого бібліотечного товариства поряд з ентузіастами увійшов і місцевий губернатор, генерал Сократ Іванович Старинкевич.
Завдяки енергійності і знанням людей, що увійшли до першого складу дирекції, бібліотека успішно розвивалася. Вже в 90-ті роки XIX ст. в Херсоні, де не було жодного вищого навчального закладу, сформувалося громадське книгосховище, яке за складом своїх фондів займало сьоме місце в імперії, а за кількістю видаваних книг — друге, поступаючись лише Харківській публічній бібліотеці. Фонди були надзвичайно багаті.
В 1897 р. було побудовано спеціальне приміщення за індивідуальним проектом академіка-архітектора Толвінського М.К. (вул. Торгова, 24). В цьому будинку бібліотека розміщувалась до 1987 року.
Читачами і друзями бібліотеки в різний час були письменник Б.А. Лавреньов, артист Ю.В. Шумський, академік Є.В. Тарле, місцеві діячі М.І. і В.І. Гошкевичи, С.І. і Є.І. Гозанови, П.Ф. Кудрявцев, О.О. Браунер, I.К. Пачоський, М.П. Тезяков, Т.І. Осадчий, Л.Падалка та ін.
Успішному розвитку бібліотеки з 90-х років і на початку XX ст. багато в чому сприяла активна діяльність В.К. Шенфінкель, М.Є. Беккера і багатьох інших.
Під час та після громадянської війни бібліотека спрямувала свої зусилля на культурно-просвітню роботу і тим самим визначила своє місце в житті міста: її працівники брали участь у ліквідації неписьменності, надавали пересувні бібліотеки військовим частинам тощо. В 1923 році бібліотека була реорганізована в державну центральну міську і переведена на державний бюджет.
Оцінку діяльності книгозбірні на початку 30-х років дав відомий письменник Б. А. Лавреньов у своєму листі:
|  | ...У 1932 році, відвідавши рідне місто, я побував, безперечно, і у моїй першій академії... Нові бібліотечні працівники... бережно зберегли цю цінну спадщину... і повели справу далі, зміцнюючи бібліотеку і розширюючи її фонди... Бібліотека стала дійсним здобутком усього населення Херсона... |

У 1941 році книжковий фонд бібліотеки нараховував понад 300 тис. томів, ним користувалося майже 10 тис. читачів. У період фашистської окупації бібліотека деякий час працювала, проте фонд і майно були пограбовані окупантами і місцевими мародерами. Література, яка не відповідала духу тимчасового режиму, знищена. Втрачено більше 215 тис. книжок. Завдано збитків на 740 тис. крб. (у старому обчисленні).
Після звільнення розпочалася робота по відродженню закладу. В 1944 році у зв'язку з утворенням Херсонської області бібліотека стала обласною. З 1966 року вона — наукова, а в 1984 році їй присвоєно статус універсальної наукової бібліотеки.
На початку 1987 року бібліотека переїхала в нове приміщення на мальовничому березі Дніпра. Відкрилась нова сторінка в її історії.
2022 року бібліотека була пограбована російськими військами під час відступу з Херсона: звідти вивезено рідкісні та цінні видання, починаючи з XVIII сторіччя. Після відступу з міста російська армія кілька разів пошкодила будівлю бібліотеки обстрілом (19 листопада 2022, 2 та 3 серпня 2023, 30 жовтня 2023). 12 листопада 2023 року черговий обстріл частково знищив будівлю.

## Сьогодення
Херсонська обласна універсальна наукова бібліотека ім. Олеся Гончара — один з найкрупніших інформаційних та культурних центрів південного регіону України. Щорічно послугами книгозбірні користуються до 40 тис. мешканців міста й області. Одночасно в читальних залах можуть обслуговуватися більше 600 читачів, взяти участь у масових заходах ще близько 300. До їх послуг фонд обсягом майже 1 млн документів, в якому представлено видання 45 мовами світу. Книгосховище бібліотеки розраховане на зберігання 1 млн. 200 тис. томів.
З метою підтримки діяльності бібліотеки, лобіювання її інтересів в 2002 році розпорядженням голови Херсонської обласної державної адміністрації створено Почесну Піклувальну раду.
В бібліотеці зберігаються різні види творів друку: книги, періодичні та інформаційні видання, ноти, видання матеріалів образотворчого характеру. Крім того, є фонд грамплатівок, компакт-дисків, діафільмів, слайдів, кіно- та відеофільмів. Зберігаються також рукописи, мікрофільми, дискети та CD-ROM'и.
Найцінніша частина книгозбірні — фонд краєзнавчих видань, місцеві видання, колекції книг, сформовані за різними ознаками. До них належать видання з автографами авторів; книги громадянського друку; прижиттєві видання творів діячів науки, культури і літератури; зібрання мініатюрних видань; взірці поліграфічного мистецтва.
Матеріально-технічна база, сучасні засоби внутрішнього і зовнішнього зв'язку, засоби звукової і візуальної інформації, комп'ютеризація більшості бібліотечно-бібліографічних процесів забезпечують якісно новий рівень організації роботи.
Завдяки фінансовій підтримці Посольства США в Україні, Міжнародного фонду «Відродження», Міжнародного благодійного фонду «FORCE», Посольства Королівства Норвегії в Україні, Канадсько-українського товариства приятелів України і співробітництву з міжнародними та вітчизняними громадськими організаціями, в бібліотеці створено і  успішно працюють: інтернет-центр та інформаційно-ресурсний центр «Вікно в Америку» ім. Дж. П.Джонса, Канадсько-український бібліотечний центр і Центр обслуговування людей з особливими потребами, Центр європейської інформації та Центр екологічної інформації, а також Регіональний інформаційний центр. Завдяки допомозі партії «Єдиний центр» в читальному залі бібліотеки відкрито комп'ютерний центр, де читачі мають можливість безкоштовно здійснювати пошук необхідної інформації в мережі інтернет.
Співробітниками бібліотеки реалізовано краєзнавчий інтернет-проект «Херсонщина: час, події, люди», а також проекти по створенню Регіональних інформаційних порталів «Кавун» і «Арткавун», на яких представлено різнобічну інформацію про Херсонський край. Активна співпраця бібліотеки з міжнародними організаціями та благодійними фондами сприяє впровадженню нових проектів. У 2010 році розпочато роботу над реалізацією масштабного проекту «Глобальні бібліотеки. Бібліоміст. Україна», в рамках якого на базі книгозбірні відкрито Навчальний регіональний центр для усіх бібліотечних працівників області.
Значна увага приділяється створенню комфортних умов для роботи читачів. Затишні читальні зали, сучасний інтер'єр, зручні меблі, наявність автоматизованих робочих місць для доступу до електронних баз даних бібліотеки забезпечують читачам умови для ефективної роботи і відпочинку. До послуг читачів студія звукозапису, лінгафонні кабінети, Wi-Fi. Фахівці бібліотеки на замовлення читачів надають консультації, а також послуги з ксерокопіювання, сканування та запису інформації на електронні носії.
До послуг читачів: літературне об'єднання «Кулішева криниця», «Літературна вітальня», клуб любителів мистецтв «Ліра», клуби «Зціли себе сам» та «Свіжий погляд», музейна кімната «Гончарева вітальня». Бібліотека регулярно запрошує мешканців та гостей міста відвідати виставки (книжкові, художні та фотовиставки), літературно-музичні вечори та інші культурно-мистецькі заходи. Для всіх бажаючих проводяться екскурсії по бібліотеці, в програму яких входить відвідування «Музею книги» та знайомство з новинками літератури. Для тих, хто віддає перевагу інтернет-спілкуванню на сайті бібліотеки створено Блог «Літературний компас», на якому можна поспілкуватись з однодумцями на теми культурних подій, обговорити новинки літератури.

## Відділи

### Відділ реєстрації та контролю
Здійснює запис та реєстрацію користувачів в автоматизованому режимі, веде статистичний облік і контроль, видає читацькі квитки і контрольні листки. Проводить оглядові екскурсії по бібліотеці. Під час реєстрації користувачів працівники відділу інформують про режим роботи бібліотеки, про послуги, що надаються відділами бібліотеки, знайомлять читачів з правилами користування бібліотекою.

### Інформаційно-бібліографічний відділ
Здійснює довідково-інформаційне обслуговування, надає допомогу відвідувачам у користуванні довідково-бібліографічним апаратом. Тут можна отримати інформацію про наявність у фонді конкретного документу, скористатися довідниками, путівниками, словниками, енциклопедіями.
Працівники відділу ведуть електронну картотеку статей, надають консультації по методиці пошуку інформації, складанню списків літератури. Бібліографи відділу беруть активну участь у роботі "Віртуальної довідкової служби" бібліотеки, виконують складні довідки по запитам читачів. Інформаційно-бібліографічний відділ є координатором довідково-бібліографічного обслуговування в бібліотеці. Двічі на рік проводить об'єднання бібліографів міста.

### Відділ обслуговування користувачів
Має читальні зали періодичних видань, літератури гуманітарного профілю, економічної та виробничої літератури. Тут можна отримати документи з фондів книгосховища.

### Відділ рідкісних і цінних видань
Фонд відділу становить близько 8 тис. творів друку. До послуг відвідувачів відділу:
- Фонд дореволюційних, довоєнних і повоєнних видань.
- Рідкісні видання XVIII ст.
- Мініатюрні видання: найменша книжечка розміром 17х20 мм «Лучше всяких лекарств, пития да явств» — зібрання прислів'їв, видане в Москві у 1975 р.
- Книжки з автографами Олеся Гончара, історика Є.Тарле, письменників: М.Бажана, Я.Баша, Ч.Айтматова, сучасних херсонських авторів і т.ін.
- В колекції зарубіжних видань української діаспори є рідкісні видання творів Т.Шевченка, М.Куліша, Є.Маланюка та інші.

### Відділ краєзнавчих документів і бібліографії
Заснований у 1891 р. як особливий імені князя Потьомкіна, відділ збирає та систематизує всі матеріали про край, здійснює довідково-бібліографічне та інформаційне обслуговування з питань краєзнавства.
У відділі зберігаються такі рідкісні дореволюційні краєзнавчі видання, як: «Материалы географии и статистики России. Херсонская губерния» А.Шмідта (1863 р.), «Хронологическое обозрение Новороссийского края 1730—1823 гг.» А.Скальковского (1863 р.), «Деятельность земства в Херсонском уезде за 50-летие» (1864—1913 рр.)
У фондах відділу знаходяться дореволюційні періодичні видання: «Херсонские губернские ведомости» (1865—1919 рр.), «Юг» (1898—1907 рр.), «Херсонские епархиальные ведомости» (1860—1916 рр.) та ін.

### Відділ документів з мистецтва
Він зосереджує в своєму фонді книги, альбоми, нотні видання, грамплатівки, відеофільми, компакт-диски, документи на новітніх носіях інформації.
До послуг читачів музичні інструменти, лінгафонний кабінет, вітальня, де можна переглянути відеофільми.
При відділі працює клуб любителів мистецтв «Ліра».

### Відділ документів іноземними мовами
У відділі літератури іноземними мовами представлені видання з різних галузей знань 45 мовами народів світу: художня література, підручники, довідкові та періодичні видання на різних носіях інформації.
Завдяки співпраці з Британською Радою в Україні, Гете-Інститутом, благодійним фондом Сейбр-світло щорічно фонд відділу поповнюється новими виданнями.
На базі відділу за допомогою Посольства США в Україні відкрито інформаційно-ресурсний центр «Вікно в Америку».

### Відділ міського абонемента
Відділ абонемента видає книги та журнали мешканцям міста додому.
З метою удосконалення обслуговування читачів у відділі надається додаткова платна послуга — резервування літератури підвищеного попиту.

### Сектор міжбібліотечного абонемента
В ньому можна замовити з інших бібліотек необхідні видання, в разі відсутності їх в бібліотеці.

### Сектор нових надходжень
Забезпечує читачам оперативне ознайомлення з новими документами, що надійшли до бібліотечних фондів. Постійно діюча виставка «Нові надходження бібліотеки» пропонує видання по всім галузям знань: від наукової до художньої літератури.
На базі сектора працює читацьке об'єднання вільних художників «Ракурс». Його членами можуть стати всі, хто має відношення до творчої діяльності: поети, прозаїки, художники та ін., які прагнуть до спілкування між собою.

### Канадсько-український інформаційний центр
Зберігає у своєму фонді колекцію зарубіжної україніки, що налічує понад 1200 примірників; містить цінну інформацію для вивчення історії та літератури України, філософії, права та економіки.
До послуг користувачів:
- книги та періодичні видання українською мовою, видані українською діаспорою (1919—1998 рр.) в Канаді (м. Торонто);
- повне видання «Історії УПА» (39 томів);
- зібрання творів Т. Шевченка, Л. Українки, І. Франка, видані за кордоном у різні роки;
- перші видання творів письменників «другої хвилі» української еміграції, що друкувались у Німеччині, Австрії, Франції, Австралії;
- видання з автографами та екслібрисами, книжки-малютки;
- комплексні книжково-ілюстративні виставки, перегляди та огляди раритетних видань.

## Фонди та колекції
Загальний фонд бібліотеки — більше 900 тис. прим. 45 мовами на різних носіях інформації. найцінніша частина — фонд краєзнавчих видань, місцеві видання, колекції. До колекцій належать видання з автографами авторів, книги гражданського друку, прижиттєві видання творів діячів науки, культури і літератури, зібрання мініатюрних видань, взірці поліграфічного мистецтва.

### Основний фонд
Основний фонд — це універсальне зібрання друкованих видань: книг, брошур, періодичних видань з різних галузей знань українською та російською мовами. Найцінніша частка фонду — дореволюційні та краєзнавчі видання, колекції. Склад фонду відображено у системі карткових каталогів і картотек бібліотеки та частково в електронному каталозі.
Щоб знайти необхідний документ треба звернутись до електронного каталогу бібліотеки, друкованих каталогів періодичних видань, карткових каталогів (систематичного або алфавітного), що розташовані на 3-му поверсі книгозбірні. Видання з основного фонду видаються відвідувачам у читальному залі відділу обслуговування (4-й поверх).

### Довідково-бібліографічний фонд
Довідково-бібліографічний фонд є частиною довідково-бібліографічного апарату бібліотеки. Він включає бібліографічні, реферативні та довідкові видання (друковані та електронні). Фонд знаходиться в інформаційно-бібліографічному відділі (3-й поверх).
Склад фонду розкрито у системі карткових каталогів і картотек бібліотеки та частково в електронному каталозі. Довідкові та бібліографічні видання представлені в усіх відділах бібліотеки.

### Фонд періодичних видань
Фонд періодичних видань включає газети і журнали російською, українською та іноземними мовами. Фонд газет включає центральні та місцеві газети. До фонду журналів входять наукові, науково-популярні, виробничі та масові видання.
Склад фонду періодичних видань представлено у ретроспективних друкованих каталогах газет і журналів та поточних зведених каталогах періодичних видань, передплачених бібліотеками м. Херсона.
Газети поточного року та журнали активного попиту (в основному останніх 3-х років видання) знаходяться у підсобних фондах відділів: документів з мистецтва, краєзнавчих документів і бібліографії, документів іноземними мовами, науково-методичному, обслуговування. Періодичні видання минулих років знаходяться у веденні відділу зберігання основного фонду і можуть бути замовлені в читальному залі відділу обслуговування.

### Фонд нотних видань і звукозаписів
Спеціалізований фонд, який включає друковані нотні видання, звукозаписи (грамплатівки, аудіокасети, компакт-диски). У фонді представлена українська та зарубіжна класична музика, музичний фольклор, записи сучасної музики.
Склад фонду розкрито в системі друкованих каталогів і картотек бібліотеки і відділу документів з мистецтва, електронному каталозі та електронних базах даних відділу. Документи з фонду можна замовити у відділі документів з мистецтва.
Прослухати музичні записи можна у лінгафонному кабінеті відділу документів з мистецтва. Для вибору нот можна скористатись музичними інструментами: до послуг читачів фортепіано, скрипка, баян і гітара.

### Фонд документів збібліотекознавства, бібліографознавства та книгознавства
Спеціалізований фонд, який формується як база для ведення науково-методичної та науково-дослідної роботи в області бібліотекознавства та книжкової справи. У фонді збираються книги, журнали, брошури і видання, що продовжуються українською та російською мовами. Документи знаходяться у веденні науково-методичного відділу (3-й поверх) у відкритому доступі.
Склад фонду розкрито у системі карткових каталогів і картотек бібліотеки та відділу, електронному каталозі. Видання з бібліографознавства представлені також у фонді інформаційно-бібліографічного відділу.

### Обмінний та резервний фонди
Обмінний фонд бібліотеки універсальний за змістом. Фонд включає різні види документів російською та українською мовами. Обмінний фонд бібліотеки складається з дублетних примірників та непрофільних відносно основного фонду видань бібліотеки. Обмінний фонд служить для книгообміну між бібліотеками України та регіону. Книгообмін здійснюється на основі попередніх заявок від бібліотек та під час безпосереднього відбору в фонді.
Резервний фонд — це запасний фонд бібліотеки, основне призначення якого — поповнення діючого фонду бібліотеки у випадку втрати або зносу основного примірника. Резервний фонд універсальний за змістом. Обмінний та резервний фонди знаходяться у веденні відділу формування документного фонду.

### Фонд рідкісних і цінних видань
До складу цього фонду входять друковані видання російською, українською та іноземними мовами, видані до 1924 р., а також колекції рукописів, книг з автографами, мініатюрних видань. Фонд включає книги, брошури, журнали, карти, ізовидання.
Склад фонду відображено у каталогах і картотеках відділу рідкісних і цінних видань та частково в електронному каталозі бібліотеки. Користуватися фондом можна лише у читальному залі відділу рідкісних і цінних видань (3-й поверх).